# Wang Su
En aquest nom xinès, el cognom és Wang.
Wang Su (195–256) era el fill de l'oficial militar de Cao Wei Wang Lang i va viure durant el període dels Tres Regnes de la història xinesa. Quan Guanqiu Jian va començar una revolta en Shouchun, Wang va aconsellar a Sima Shi de baixar la moral dels revoltats tractant les seves famílies amb respecte. Després d'això, Wang va suplicar a Cao Mao de permetre que Sima Zhao succeïra a Sima Shi com a regent de Cao Wei.